# Molen van Mopertingen
De molen van Mopertingen was een windmolen te Mopertingen, gelegen aan de Windmolenstraat.
Oorspronkelijk stond hier een standerdmolen, waarnaar verwezen wordt in 1604 in een voorraadboek van de Commanderij van Alden Biesen en die ook op de Ferrariskaarten van 1775 staat aangeduid als Moulin de Moperting.
Al vóór 1842 werd op deze plaats een ronde stenen beltmolen gebouwd. Omstreeks 1924 werden kap en wieken verwijderd, aangezien het windbedrijf gedurende de 2e helft van de 19e eeuw geleidelijk verdrongen werd door een mechanische maalderij. Deze bevindt zich aan de nabijgelegen Redemptiestraat 1 en is tegenwoordig eveneens buiten bedrijf. De maalinrichting in dit gebouw is echter nog aanwezig.
De overgebleven molenromp was in 1954 nog in goede staat, maar raakte in verval en werd kort na 1996 gesloopt.
- Inventaris van het Bouwkundig Erfgoed (Vlaanderen): 722